# فولتا كاتالونيا 2025
فولتا كاتالونيا 2025 (بالإسبانية: Volta a Cataluña 2025) هو سباق دراجات هوائية من فئة  2.HC، وهو الموسم 104 من فولتا كاتالونيا، وأقيم خلال الفترة من 24 مارس 2025، وحتى 30 مارس 2025.
فاز بالمركز الأول وفي ترتيب النقاط وفي تصنيف الجبال بريمو روغيليتش، وفاز بالمركز الثاني وفي ترتيب النقاط للشباب خوان أيوسو، بينما جاء إنريك ماس في المركز الثالث، أما ترتيب الفرق، فقد فاز به Lease a Bike ‏.

## الفرق
| فرق عالمية (18)- EF Education-EasyPost - Alpecin-Deceuninck - Arkéa-B&B Hotels - XDS Astana Team - Bahrain-Victorious - Cofidis - Decathlon AG2R La Mondiale Team - Groupama-FDJ - Ineos Grenadiers - Intermarché-Wanty - Movistar Team - Lidl-Trek - Red Bull-BORA-hansgrohe - Soudal Quick-Step - Team Picnic-PostNL - Team Jayco AlUla - Team Visma \| Lease a Bike - UAE Team Emirates XRG فرق برو (6)- Lotto - Israel-Premier Tech - كاجا رورال-سيغوروس 2025 ‏ - Equipo Kern Pharma ‏ - برجس بي إتش ‏ - أوسكالتيل أوسكادي ‏ |  |
| |  |

## المراحل
| قائمة المراحل | قائمة المراحل | قائمة المراحل                               | قائمة المراحل | قائمة المراحل | قائمة المراحل | قائمة المراحل              | قائمة المراحل              |
| المرحلة       | التاريخ       | الدورة                                      |               | المسافة (كم)  | الارتفاع      | الفائز بالمرحلة            | القائد العام               |
| ------------- | ------------- | ------------------------------------------- | ------------- | ------------- | ------------- | -------------------------- | -------------------------- |
| المرحلة 1     | 24 مارس       | سان فيليو دي غيكسولس – سان فيليو دي غيكسولس | مرحلة جبلية   | 178٫3         | 2٬765 م       | Matthew Brennan (cyclist) ‏ | Matthew Brennan (cyclist) ‏ |
| المرحلة 2     | 25 مارس       | بانيولاس – فيغيراس                          | مرحلة مستوية  | 177٫3         | 1٬790 م       | Ethan Vernon ‏              | Matthew Brennan (cyclist) ‏ |
| المرحلة 3     | 26 مارس       | فيلاديكانس – La Molina (ski resort) ‏        | مرحلة جبلية   | 218٫6         | 5٬093 م       | خوان أيوسو                 | خوان أيوسو                 |
| المرحلة 4     | 27 مارس       | سان فايسينت دي كاستيليت – مونتسيرات         | مرحلة جبلية   | 188٫7         | 3٬089 م       | بريمو روغيليتش             | بريمو روغيليتش             |
| المرحلة 5     | 28 مارس       | Paüls ‏ – أمبوستة                            | مرحلة مستوية  | 172           | 1٬320 م       | Matthew Brennan (cyclist) ‏ | خوان أيوسو                 |
| المرحلة 6     | 29 مارس       | بيرغا – بيرغا                               | مرحلة مستوية  | 72            | 1٬143 م       | كوين سيمونز                | خوان أيوسو                 |
| المرحلة 7     | 30 مارس       | برشلونة – برشلونة                           | مرحلة جبلية   | 88٫2          | 1٬901 م       | بريمو روغيليتش             | بريمو روغيليتش             |

## النتيجة

### مرحلة 1
هي مرحلة جبلية، أقيمت في 24 مارس 2025، وامتدّت لمسافة 178.3 كيلومتر. فاز بالمركز الأول، وتصدر ترتيب الشباب وترتيب النقاط والترتيب العام Matthew Brennan ‏، وتصدر تصنيف القتال Jan Castellon ‏، وتصدر ترتيب التسلق Danny van der Tuuk ‏، أما ترتيب الفرق، فقد فاز به 2025 Alpecin-Deceuninck ‏.
| التصنيف العام | التصنيف العام                    | التصنيف العام              | التصنيف العام | التصنيف العام |
| العداء        | العداء                           | الفريق                     | الوقت         |               |
| ------------- | -------------------------------- | -------------------------- | ------------- | ------------- |
| 1             | Matthew Brennan (cyclist) ‏       | Team Visma \| Lease a Bike | 4 س 25 د 07 ث |               |
| 2             | Kaden Groves ‏                    | البيسين فينيكس             | + 4 ث         |               |
| 3             | Tibor Del Grosso ‏                | البيسين فينيكس             | + 6 ث         |               |
| 4             | إنريك ماس                        | موفيستار                   | + 7 ث         |               |
| 5             | بريمو روغيليتش                   | بورا–هانسغروه              | + 9 ث         |               |
| 6             | Dorian Godon ‏                    | أيه إل أم                  | + 10 ث        |               |
| 7             | أندريا فيندرام                   | أيه إل أم                  | + 10 ث        |               |
| 8             | كوربين سترونغ                    | إسرائيل - بريمير تيك       | + 10 ث        |               |
| 9             | إدوارد بلانكايرتإدوارد بلانكايرت | البيسين فينيكس             | + 10 ث        |               |
| 10            | مايكل اندا                       | دكونيك كويك ستب            | + 10 ث        |               |
|               |                                  |                            |               |               |
|               |                                  |                            |               |               |

### مرحلة 2
هي مرحلة مستوية، أقيمت في 25 مارس 2025، وامتدّت لمسافة 177.3 كيلومتر. فاز بالمركز الأول Ethan Vernon ‏، وتصدر تصنيف القتال Diego Uriarte ‏، وتصدر ترتيب التسلق Danny van der Tuuk ‏، وتصدر الترتيب العام وترتيب النقاط وترتيب الشباب Matthew Brennan ‏، أما ترتيب الفرق، فقد فاز به 2025 Alpecin-Deceuninck ‏.
| التصنيف العام | التصنيف العام              | التصنيف العام              | التصنيف العام | التصنيف العام |
| العداء        | العداء                     | الفريق                     | الوقت         |               |
| ------------- | -------------------------- | -------------------------- | ------------- | ------------- |
| 1             | Matthew Brennan (cyclist) ‏ | Team Visma \| Lease a Bike | 8 س 41 د 17 ث |               |
| 2             | Kaden Groves ‏              | البيسين فينيكس             | + 6 ث         |               |
| 3             | Tibor Del Grosso ‏          | البيسين فينيكس             | + 12 ث        |               |
| 4             | إنريك ماس                  | موفيستار                   | + 13 ث        |               |
| 5             | خوان أيوسو                 | فريق الإمارات              | + 13 ث        |               |
| 6             | بريمو روغيليتش             | بورا–هانسغروه              | + 15 ث        |               |
| 7             | Dorian Godon ‏              | أيه إل أم                  | + 16 ث        |               |
| 8             | أندريا فيندرام             | أيه إل أم                  | + 16 ث        |               |
| 9             | Junior Lecerf ‏             | دكونيك كويك ستب            | + 16 ث        |               |
| 10            | Pavel Bittner ‏             | سنويب                      | + 16 ث        |               |
|               |                            |                            |               |               |
|               |                            |                            |               |               |

### مرحلة 3
هي مرحلة جبلية، أقيمت في 26 مارس 2025، وامتدّت لمسافة 218.6 كيلومتر. فاز بالمركز الأول، وتصدر الترتيب العام وترتيب الشباب خوان أيوسو، أما ترتيب الفرق، فقد فاز به فريق الإمارات 2025 ‏، وتصدر ترتيب النقاط Matthew Brennan ‏، وتصدر ترتيب التسلق برونو أرميريل، وتصدر تصنيف القتال Alex Molenaar ‏.
| التصنيف العام | التصنيف العام             | التصنيف العام                         | التصنيف العام  | التصنيف العام |
| العداء        | العداء                    | الفريق                                | الوقت          |               |
| ------------- | ------------------------- | ------------------------------------- | -------------- | ------------- |
| 1             | خوان أيوسو                | فريق الإمارات                         | 14 س 30 د 49 ث |               |
| 2             | بريمو روغيليتش            | بورا–هانسغروه                         | + 6 ث          |               |
| 3             | مايكل اندا                | دكونيك كويك ستب                       | + 11 ث         |               |
| 4             | إنريك ماس                 | موفيستار                              | + 14 ث         |               |
| 5             | Junior Lecerf ‏            | دكونيك كويك ستب                       | + 17 ث         |               |
| 6             | Lenny Martinez (cyclist) ‏ | فريق البحرين ميريدا للدراجات الهوائية | + 17 ث         |               |
| 7             | ريتشارد كاراباز           | إي أف إديوكيشن نيبو                   | + 17 ث         |               |
| 8             | لورينز دي بلس             | فريق إنيوس                            | + 17 ث         |               |
| 9             | Lennert Van Eetvelt ‏      | لوتو سودال                            | + 17 ث         |               |
| 10            | إيغان بيرنال              | فريق إنيوس                            | + 17 ث         |               |
|               |                           |                                       |                |               |
|               |                           |                                       |                |               |

### مرحلة 4
هي مرحلة جبلية، أقيمت في 27 مارس 2025، وامتدّت لمسافة 188.7 كيلومتر. فاز بالمركز الأول، وتصدر الترتيب العام وترتيب النقاط بريمو روغيليتش، أما ترتيب الفرق، فقد فاز به 2025 XDS Astana Team ‏، وتصدر تصنيف القتال Eric Fagúndez ‏، وتصدر ترتيب الشباب خوان أيوسو، وتصدر ترتيب التسلق برونو أرميريل.
| التصنيف العام | التصنيف العام             | التصنيف العام                         | التصنيف العام  | التصنيف العام |
| العداء        | العداء                    | الفريق                                | الوقت          |               |
| ------------- | ------------------------- | ------------------------------------- | -------------- | ------------- |
| 1             | بريمو روغيليتش            | بورا–هانسغروه                         | 18 س 54 د 50 ث |               |
| 2             | خوان أيوسو                | فريق الإمارات                         | + 0 ث          |               |
| 3             | إنريك ماس                 | موفيستار                              | + 20 ث         |               |
| 4             | مايكل اندا                | دكونيك كويك ستب                       | + 21 ث         |               |
| 5             | Lenny Martinez (cyclist) ‏ | فريق البحرين ميريدا للدراجات الهوائية | + 27 ث         |               |
| 6             | Lennert Van Eetvelt ‏      | لوتو سودال                            | + 27 ث         |               |
| 7             | Matthew Riccitello ‏       | إسرائيل - بريمير تيك                  | + 45 ث         |               |
| 8             | Harold Martín López ‏      | فريق آستانا                           | + 55 ث         |               |
| 9             | Junior Lecerf ‏            | دكونيك كويك ستب                       | + 58 ث         |               |
| 10            | لورينز دي بلس             | فريق إنيوس                            | + 58 ث         |               |
|               |                           |                                       |                |               |
|               |                           |                                       |                |               |

### مرحلة 5
هي مرحلة مستوية، أقيمت في 28 مارس 2025، وامتدّت لمسافة 172 كيلومتر. فاز بالمركز الأول، وتصدر ترتيب النقاط Matthew Brennan ‏، وتصدر تصنيف القتال Jokin Murguialday ‏، أما ترتيب الفرق، فقد فاز به Lease a Bike ‏، وتصدر ترتيب التسلق برونو أرميريل، وتصدر الترتيب العام وترتيب الشباب خوان أيوسو.
| التصنيف العام | التصنيف العام             | التصنيف العام                         | التصنيف العام  | التصنيف العام |
| العداء        | العداء                    | الفريق                                | الوقت          |               |
| ------------- | ------------------------- | ------------------------------------- | -------------- | ------------- |
| 1             | خوان أيوسو                | فريق الإمارات                         | 22 س 23 د 03 ث |               |
| 2             | بريمو روغيليتش            | بورا–هانسغروه                         | + 1 ث          |               |
| 3             | إنريك ماس                 | موفيستار                              | + 21 ث         |               |
| 4             | مايكل اندا                | دكونيك كويك ستب                       | + 22 ث         |               |
| 5             | Lenny Martinez (cyclist) ‏ | فريق البحرين ميريدا للدراجات الهوائية | + 28 ث         |               |
| 6             | لورينز دي بلس             | فريق إنيوس                            | + 59 ث         |               |
| 7             | إيغان بيرنال              | فريق إنيوس                            | + 59 ث         |               |
| 8             | Lennert Van Eetvelt ‏      | لوتو سودال                            | + 1 د 10 ث     |               |
| 9             | سيمون ييتس                | Team Visma \| Lease a Bike            | + 1 د 14 ث     |               |
| 10            | ريتشارد كاراباز           | إي أف إديوكيشن نيبو                   | + 1 د 27 ث     |               |
|               |                           |                                       |                |               |
|               |                           |                                       |                |               |

### مرحلة 6
هي مرحلة مستوية، أقيمت في 29 مارس 2025، وامتدّت لمسافة 72 كيلومتر. فاز بالمركز الأول كوين سيمونز، وتصدر تصنيف القتال كارلوس فيرونا، أما ترتيب الفرق، فقد فاز به Lease a Bike ‏، وتصدر ترتيب التسلق برونو أرميريل، وتصدر الترتيب العام وترتيب النقاط وترتيب الشباب خوان أيوسو.
| التصنيف العام | التصنيف العام             | التصنيف العام                         | التصنيف العام  | التصنيف العام |
| العداء        | العداء                    | الفريق                                | الوقت          |               |
| ------------- | ------------------------- | ------------------------------------- | -------------- | ------------- |
| 1             | خوان أيوسو                | فريق الإمارات                         | 22 س 48 د 07 ث |               |
| 2             | بريمو روغيليتش            | بورا–هانسغروه                         | + 1 ث          |               |
| 3             | إنريك ماس                 | موفيستار                              | + 21 ث         |               |
| 4             | مايكل اندا                | دكونيك كويك ستب                       | + 22 ث         |               |
| 5             | Lenny Martinez (cyclist) ‏ | فريق البحرين ميريدا للدراجات الهوائية | + 28 ث         |               |
| 6             | لورينز دي بلس             | فريق إنيوس                            | + 59 ث         |               |
| 7             | إيغان بيرنال              | فريق إنيوس                            | + 59 ث         |               |
| 8             | Lennert Van Eetvelt ‏      | لوتو سودال                            | + 1 د 10 ث     |               |
| 9             | سيمون ييتس                | Team Visma \| Lease a Bike            | + 1 د 14 ث     |               |
| 10            | ريتشارد كاراباز           | إي أف إديوكيشن نيبو                   | + 1 د 27 ث     |               |
|               |                           |                                       |                |               |
|               |                           |                                       |                |               |

### مرحلة 7
هي مرحلة جبلية، أقيمت في 30 مارس 2025، وامتدّت لمسافة 88.2 كيلومتر. فاز بالمركز الأول، وتصدر الترتيب العام وترتيب النقاط وترتيب التسلق بريمو روغيليتش، أما ترتيب الفرق، فقد فاز به Lease a Bike ‏، وتصدر تصنيف القتال Mats Wenzel ‏، وتصدر ترتيب الشباب خوان أيوسو.

## المشاركون
| UAE Team Emirates XRG UAD              | UAE Team Emirates XRG UAD          | UAE Team Emirates XRG UAD |
| -------------------------------------- | ---------------------------------- | ------------------------- |
| م                                      | عداء                               | مرتبة                     |
| 1                                      | مارك سولير                         | 26                        |
| 2                                      | آدم ييتس                           | 32                        |
| 3                                      | خوان أيوسو                         | 2                         |
| 4                                      | بافل سيفاكوف                       | لم يكمل السباق-7          |
| 5                                      | Pablo Torres (cyclist, born 2005) ‏ | 28                        |
| 6                                      | دومين نوفاك (طريق)                 | لم يكمل السباق-7          |
| 7                                      | Julius Johansen ‏                   | 116                       |
| مدير الرياضة: فابريزيو غيدي, توماس غيل |                                    |                           |

| Team Visma \| Lease a Bike TVL        | Team Visma \| Lease a Bike TVL | Team Visma \| Lease a Bike TVL |
| ------------------------------------- | ------------------------------ | ------------------------------ |
| م                                     | عداء                           | مرتبة                          |
| 11                                    | سيب كوس                        | 23                             |
| 12                                    | ويلكو كيليرمان                 | 21                             |
| 13                                    | سيمون ييتس                     | 9                              |
| 14                                    | Bart Lemmen ‏                   | لم يكمل السباق-4               |
| 15                                    | Matthew Brennan (cyclist) ‏     | لم يبدأ-6                      |
| 16                                    | Menno Huising ‏                 | 60                             |
| 17                                    | ستيفن كرويسفيك                 | لم يكمل السباق-7               |
| مدير الرياضة: فرانس ماسين, Marc Reef ‏ |                                |                                |

| Soudal Quick-Step SOQ                           | Soudal Quick-Step SOQ   | Soudal Quick-Step SOQ |
| ----------------------------------------------- | ----------------------- | --------------------- |
| م                                               | عداء                    | مرتبة                 |
| 21                                              | مايكل اندا              | 4                     |
| 22                                              | Valentin Paret-Peintre ‏ | لم يكمل السباق-4      |
| 23                                              | Junior Lecerf ‏          | 14                    |
| 24                                              | إيثان هايتر (طريق)      | 104                   |
| 25                                              | Gianmarco Garofoli ‏     | 44                    |
| 26                                              | جيمس نوكس               | 50                    |
| 27                                              | بيتر سيري               | 80                    |
| مدير الرياضة: Geert Van Bondt ‏, Klaas Lodewyck ‏ |                         |                       |

| Lidl-Trek LTK                             | Lidl-Trek LTK            | Lidl-Trek LTK |
| ----------------------------------------- | ------------------------ | ------------- |
| م                                         | عداء                     | مرتبة         |
| 31                                        | كوين سيمونز              | 67            |
| 32                                        | Juan Pedro López         | 15            |
| 33                                        | كارلوس فيرونا            | 47            |
| 34                                        | سام أومن                 | 42            |
| 35                                        | تاو غايغن هارت           | لم يبدأ-2     |
| 36                                        | لينارد كامنا             | 64            |
| 37                                        | Amanuel Ghebreigzabhier ‏ | 57            |
| مدير الرياضة: ماكسيم مونفورت, كيم أندرسون |                          |               |

| Red Bull-Bora-Hansgrohe RBH                | Red Bull-Bora-Hansgrohe RBH | Red Bull-Bora-Hansgrohe RBH |
| ------------------------------------------ | --------------------------- | --------------------------- |
| م                                          | عداء                        | مرتبة                       |
| 41                                         | بريمو روغيليتش              | 1                           |
| 42                                         | جان تراتنيك                 | 90                          |
| 43                                         | Giulio Pellizzari ‏          | 16                          |
| 44                                         | جيوفاني أليوتي              | 36                          |
| 45                                         | Frederik Wandahl ‏           | 68                          |
| 46                                         | Alexander Hajek ‏ (طريق)     | 85                          |
| 47                                         | Nico Denz ‏                  | 106                         |
| مدير الرياضة: باتكسي فيلا, Shane Archbold ‏ |                             |                             |

| Decathlon-AG2R La Mondiale DAT                 | Decathlon-AG2R La Mondiale DAT | Decathlon-AG2R La Mondiale DAT |
| ---------------------------------------------- | ------------------------------ | ------------------------------ |
| م                                              | عداء                           | مرتبة                          |
| 51                                             | فيليكس غال                     | لم يبدأ-6                      |
| 52                                             | Dorian Godon ‏                  | 54                             |
| 53                                             | أندريا فيندرام                 | 73                             |
| 54                                             | Clément Berthet ‏               | 53                             |
| 55                                             | برونو أرميريل                  | 65                             |
| 56                                             | Johannes Staune-Mittet ‏        | 56                             |
| 57                                             | جيوفري بوشارد                  | 46                             |
| مدير الرياضة: سيباستيان جولي, خوسيه لويس اريتا |                                |                                |

| Ineos Grenadiers IGD                     | Ineos Grenadiers IGD       | Ineos Grenadiers IGD |
| ---------------------------------------- | -------------------------- | -------------------- |
| م                                        | عداء                       | مرتبة                |
| 61                                       | جيرانت توماس               | 45                   |
| 62                                       | إيغان بيرنال (طريق)        | 7                    |
| 63                                       | لورينز دي بلس              | 6                    |
| 64                                       | Axel Laurance ‏             | 83                   |
| 65                                       | Michael Leonard (cyclist) ‏ | 103                  |
| 66                                       | لوكاس هاميلتون             | 105                  |
| 67                                       | عمر فريل                   | 84                   |
| مدير الرياضة: زاك ديمبستر, زابيير زانديو |                            |                      |

| Alpecin-Deceuninck ADC                    | Alpecin-Deceuninck ADC           | Alpecin-Deceuninck ADC |
| ----------------------------------------- | -------------------------------- | ---------------------- |
| م                                         | عداء                             | مرتبة                  |
| 71                                        | Kaden Groves ‏                    | لم يكمل السباق-4       |
| 72                                        | كوينتن هيرمانز                   | لم يبدأ-4              |
| 73                                        | Tibor Del Grosso ‏                | لم يبدأ-7              |
| 74                                        | Stan Van Tricht ‏                 | لم يكمل السباق-3       |
| 75                                        | Gal Glivar ‏                      | لم يبدأ-4              |
| 76                                        | إدوارد بلانكايرتإدوارد بلانكايرت | 86                     |
| 77                                        | جيمي يانسون                      | لم يكمل السباق-7       |
| مدير الرياضة: جياني ميرسمان, Luuc Bugter ‏ |                                  |                        |

| Groupama-FDJ GFC                                  | Groupama-FDJ GFC     | Groupama-FDJ GFC |
| ------------------------------------------------- | -------------------- | ---------------- |
| م                                                 | عداء                 | مرتبة            |
| 81                                                | رودي مولار           | 74               |
| 82                                                | Brieuc Rolland ‏      | 34               |
| 83                                                | Rémy Rochas ‏         | لم يكمل السباق-7 |
| 84                                                | Tom Donnenwirth ‏     | 118              |
| 85                                                | Clément Braz Afonso ‏ | 39               |
| 86                                                | Enzo Paleni ‏         | 79               |
| 87                                                | Lorenzo Germani ‏     | 48               |
| مدير الرياضة: Stéphane Goubert ‏, Jussi Veikkanen ‏ |                      |                  |

| EF Education-EasyPost EFE                    | EF Education-EasyPost EFE | EF Education-EasyPost EFE |
| -------------------------------------------- | ------------------------- | ------------------------- |
| م                                            | عداء                      | مرتبة                     |
| 91                                           | ريتشارد كاراباز           | 10                        |
| 92                                           | ماريجن فان دن بيرغ        | لم يبدأ-6                 |
| 93                                           | Georg Steinhauser ‏        | 55                        |
| 94                                           | استيبان تشافيس            | 30                        |
| 95                                           | Darren Rafferty ‏ (طريق)   | 87                        |
| 96                                           | هيو كارثي                 | لم يكمل السباق-4          |
| 97                                           | جيمس شو                   | 82                        |
| مدير الرياضة: تجي فان جارد إرين, ماتي بريشيل |                           |                           |

| Movistar Team MOV                                     | Movistar Team MOV | Movistar Team MOV |
| ----------------------------------------------------- | ----------------- | ----------------- |
| م                                                     | عداء              | مرتبة             |
| 101                                                   | إنريك ماس         | 3                 |
| 102                                                   | غريغور مولبرغر    | 70                |
| 103                                                   | نيرو كوينتانا     | 19                |
| 104                                                   | ويل بارتا         | لم يكمل السباق-7  |
| 105                                                   | أنطونيو بيدرو     | 75                |
| 106                                                   | Michel Hessmann ‏  | 89                |
| 107                                                   | ألبرت توريس       | لم يكمل السباق-7  |
| مدير الرياضة: خوسيه خواكين روخاس, خوسيه فيسنتي غارسيا |                   |                   |

| Team Jayco AlUla JAY                     | Team Jayco AlUla JAY | Team Jayco AlUla JAY |
| ---------------------------------------- | -------------------- | -------------------- |
| م                                        | عداء                 | مرتبة                |
| 111                                      | بين أوكونور          | 12                   |
| 112                                      | Anders Foldager ‏     | 107                  |
| 113                                      | Koen Bouwman ‏        | 96                   |
| 114                                      | Welay Berhe ‏         | لم يكمل السباق-4     |
| 115                                      | أليساندرو دي مارشي   | 110                  |
| 116                                      | Asbjørn Hellemose ‏   | 69                   |
| 117                                      | كريستوفر جول جينسين  | 94                   |
| مدير الرياضة: ستيف كامينغز, رافائيل فالس |                      |                      |

| Intermarché-Wanty IWA                               | Intermarché-Wanty IWA | Intermarché-Wanty IWA |
| --------------------------------------------------- | --------------------- | --------------------- |
| م                                                   | عداء                  | مرتبة                 |
| 121                                                 | Kamiel Bonneu ‏        | لم يبدأ-1             |
| 122                                                 | لويس مينتيس           | 40                    |
| 123                                                 | ديون سميث             | 66                    |
| 124                                                 | Dries De Pooter ‏      | لم يبدأ-4             |
| 125                                                 | Alexy Faure Prost ‏    | 91                    |
| 126                                                 | Kevin Colleoni ‏       | 98                    |
| 127                                                 | Tom Paquot ‏           | لم يكمل السباق-7      |
| مدير الرياضة: Steven De Neef ‏, Sébastien Demarbaix ‏ |                       |                       |

| Team Picnic-PostNL TPP                          | Team Picnic-PostNL TPP | Team Picnic-PostNL TPP |
| ----------------------------------------------- | ---------------------- | ---------------------- |
| م                                               | عداء                   | مرتبة                  |
| 131                                             | Pavel Bittner ‏         | 93                     |
| 132                                             | فرانك فان دن بروك ‏     | 77                     |
| 133                                             | Nils Eekhoff ‏          | لم يبدأ-6              |
| 134                                             | Patrick Eddy ‏          | لم يكمل السباق-7       |
| 135                                             | Robbe Dhondt ‏          | 119                    |
| 136                                             | تيمو روزن              | لم يكمل السباق-7       |
| 137                                             | رومان كومبو            | 112                    |
| مدير الرياضة: بيم يجثارت, Christian Guiberteau ‏ |                        |                        |

| Bahrain Victorious TBV                         | Bahrain Victorious TBV    | Bahrain Victorious TBV |
| ---------------------------------------------- | ------------------------- | ---------------------- |
| م                                              | عداء                      | مرتبة                  |
| 141                                            | Lenny Martinez (cyclist) ‏ | 5                      |
| 142                                            | Matevž Govekar ‏           | لم يكمل السباق-7       |
| 143                                            | Afonso Eulálio ‏           | 61                     |
| 144                                            | Rainer Kepplinger ‏        | لم يكمل السباق-3       |
| 145                                            | Finlay Pickering ‏         | لم يبدأ-4              |
| 146                                            | Fran Miholjević ‏          | 102                    |
| 147                                            | Nicolò Buratti ‏           | لم يكمل السباق-7       |
| مدير الرياضة: فرانكو بليزوتي, تشافييه فلورنثيو |                           |                        |

| Arkéa-B&B Hotels ARK        | Arkéa-B&B Hotels ARK     | Arkéa-B&B Hotels ARK |
| --------------------------- | ------------------------ | -------------------- |
| م                           | عداء                     | مرتبة                |
| 151                         | كريستيان رودريغيز        | 24                   |
| 152                         | ميشيل رييس               | 33                   |
| 153                         | Embret Svestad-Bårdseng ‏ | 35                   |
| 154                         | Louis Rouland ‏           | 109                  |
| 155                         | Victor Guernalec ‏        | 99                   |
| 156                         | ايلي جيسبرت              | لم يكمل السباق-3     |
| 157                         | Laurens Huys ‏            | لم يكمل السباق-3     |
| مدير الرياضة: Roger Tréhin ‏ |                          |                      |

| Cofidis COF                                            | Cofidis COF            | Cofidis COF      |
| ------------------------------------------------------ | ---------------------- | ---------------- |
| م                                                      | عداء                   | مرتبة            |
| 161                                                    | Stanisław Aniołkowski ‏ | لم يبدأ-4        |
| 162                                                    | Sylvain Moniquet ‏      | 108              |
| 163                                                    | إيمانويل بوخمان        | 22               |
| 164                                                    | خيسوس هييرادة          | 72               |
| 165                                                    | Jonathan Lastra ‏       | لم يكمل السباق-7 |
| 166                                                    | Nolann Mahoudo ‏        | لم يكمل السباق-2 |
| 167                                                    | Hugo Toumire ‏          | 120              |
| مدير الرياضة: Gorka Gerrikagoitia ‏, Yvonnick Bolgiani ‏ |                        |                  |

| XDS Astana Team XAT                              | XDS Astana Team XAT    | XDS Astana Team XAT |
| ------------------------------------------------ | ---------------------- | ------------------- |
| م                                                | عداء                   | مرتبة               |
| 171                                              | لورينزو فورتوناتو      | 20                  |
| 172                                              | هنوك مولوبرهان ‏ (طريق) | 88                  |
| 173                                              | ووت بويلس              | 18                  |
| 174                                              | Harold Martín López ‏   | 13                  |
| 175                                              | Darren van Bekkum ‏     | 52                  |
| 176                                              | Su Haoyu ‏              | لم يكمل السباق-3    |
| 177                                              | Ide Schelling ‏         | لم يبدأ-7           |
| مدير الرياضة: Dmitry Fofonov ‏, Bruno Cenghialta ‏ |                        |                     |

| Lotto LOT                             | Lotto LOT            | Lotto LOT        |
| ------------------------------------- | -------------------- | ---------------- |
| م                                     | عداء                 | مرتبة            |
| 181                                   | Lennert Van Eetvelt ‏ | 8                |
| 182                                   | Logan Currie ‏        | 76               |
| 183                                   | إدواردو سيبولفيدا    | 51               |
| 184                                   | روبن تومسون          | 41               |
| 185                                   | Henri Vandenabeele ‏  | لم يكمل السباق-3 |
| 186                                   | يوناس غريغارد        | 113              |
| 187                                   | Jarrad Drizners ‏     | لم يكمل السباق-7 |
| مدير الرياضة: ماريو آيرتس, مارك ووترس |                      |                  |

| Israel-Premier Tech IPT                         | Israel-Premier Tech IPT | Israel-Premier Tech IPT |
| ----------------------------------------------- | ----------------------- | ----------------------- |
| م                                               | عداء                    | مرتبة                   |
| 191                                             | كوربين سترونغ           | 49                      |
| 192                                             | Matthew Riccitello ‏     | 11                      |
| 193                                             | جورج بينيت              | 25                      |
| 194                                             | Ethan Vernon ‏           | 92                      |
| 195                                             | نيك شولتز               | 100                     |
| 196                                             | إيتامار أينهورن         | لم يكمل السباق-7        |
| 197                                             | سيمون كلارك             | لم يبدأ-2               |
| مدير الرياضة: Óscar Guerrero ‏, الكسندر كاتافورد |                         |                         |

| كاجا رورال-سيغوروس ‏ CJR                          | كاجا رورال-سيغوروس ‏ CJR | كاجا رورال-سيغوروس ‏ CJR |
| ------------------------------------------------ | ----------------------- | ----------------------- |
| م                                                | عداء                    | مرتبة                   |
| 201                                              | Alex Molenaar ‏          | 81                      |
| 202                                              | Jaume Guardeño ‏         | 31                      |
| 203                                              | Abel Balderstone ‏       | 101                     |
| 204                                              | Daniel Babor ‏           | لم يكمل السباق-7        |
| 205                                              | Sebastian Berwick ‏      | لم يكمل السباق-7        |
| 206                                              | GBR                     | 111                     |
| 207                                              | ESP                     | 121                     |
| مدير الرياضة: Aritz Bagües ‏, Juan Carlos Vázquez‏ |                         |                         |

| Equipo Kern Pharma ‏ EKP             | Equipo Kern Pharma ‏ EKP | Equipo Kern Pharma ‏ EKP |
| ----------------------------------- | ----------------------- | ----------------------- |
| م                                   | عداء                    | مرتبة                   |
| 211                                 | Pau Miquel ‏             | 59                      |
| 212                                 | Urko Berrade ‏           | 78                      |
| 213                                 | José Félix Parra ‏       | 63                      |
| 214                                 | Mats Wenzel ‏            | 95                      |
| 215                                 | إيفان سوسا              | 43                      |
| 216                                 | Iván Cobo ‏              | 58                      |
| 217                                 | Diego Uriarte ‏          | 115                     |
| مدير الرياضة: Carlos Antón Jiménez ‏ |                         |                         |

| برجس بي إتش ‏ BBH                        | برجس بي إتش ‏ BBH      | برجس بي إتش ‏ BBH |
| --------------------------------------- | --------------------- | ---------------- |
| م                                       | عداء                  | مرتبة            |
| 221                                     | ESP                   | لم يكمل السباق-1 |
| 222                                     | Eric Fagúndez ‏        | 37               |
| 223                                     | خوسيه مانويل دياز     | 17               |
| 224                                     | Sergio Chumil ‏ (طريق) | 38               |
| 225                                     | Mario Aparicio ‏       | 29               |
| 226                                     | Josh Burnett ‏         | 71               |
| 227                                     | كارلوس غارسيا ‏        | 27               |
| مدير الرياضة: Damien Garcia ‏, جيتسي بول |                       |                  |

| أوسكالتيل أوسكادي ‏ EUS                  | أوسكالتيل أوسكادي ‏ EUS | أوسكالتيل أوسكادي ‏ EUS |
| --------------------------------------- | ---------------------- | ---------------------- |
| م                                       | عداء                   | مرتبة                  |
| 231                                     | جون ابرستوري           | لم يبدأ-6              |
| 232                                     | مارتون دينا            | 114                    |
| 233                                     | Mikel Bizkarra ‏        | 62                     |
| 234                                     | Jokin Murguialday ‏     | 122                    |
| 235                                     | Jon Agirre ‏            | لم يكمل السباق-1       |
| 236                                     | Danny van der Tuuk ‏    | 117                    |
| 237                                     | Nicolás Alustiza ‏      | 97                     |
| مدير الرياضة: روبن بيريز, Jorge Azanza ‏ |                        |                        |

| UAE Team Emirates XRG UAD              | UAE Team Emirates XRG UAD          | UAE Team Emirates XRG UAD |
| -------------------------------------- | ---------------------------------- | ------------------------- |
| م                                      | عداء                               | مرتبة                     |
| 1                                      | مارك سولير                         | 26                        |
| 2                                      | آدم ييتس                           | 32                        |
| 3                                      | خوان أيوسو                         | 2                         |
| 4                                      | بافل سيفاكوف                       | لم يكمل السباق-7          |
| 5                                      | Pablo Torres (cyclist, born 2005) ‏ | 28                        |
| 6                                      | دومين نوفاك (طريق)                 | لم يكمل السباق-7          |
| 7                                      | Julius Johansen ‏                   | 116                       |
| مدير الرياضة: فابريزيو غيدي, توماس غيل |                                    |                           |

| Team Visma \| Lease a Bike TVL        | Team Visma \| Lease a Bike TVL | Team Visma \| Lease a Bike TVL |
| ------------------------------------- | ------------------------------ | ------------------------------ |
| م                                     | عداء                           | مرتبة                          |
| 11                                    | سيب كوس                        | 23                             |
| 12                                    | ويلكو كيليرمان                 | 21                             |
| 13                                    | سيمون ييتس                     | 9                              |
| 14                                    | Bart Lemmen ‏                   | لم يكمل السباق-4               |
| 15                                    | Matthew Brennan (cyclist) ‏     | لم يبدأ-6                      |
| 16                                    | Menno Huising ‏                 | 60                             |
| 17                                    | ستيفن كرويسفيك                 | لم يكمل السباق-7               |
| مدير الرياضة: فرانس ماسين, Marc Reef ‏ |                                |                                |

| Soudal Quick-Step SOQ                           | Soudal Quick-Step SOQ   | Soudal Quick-Step SOQ |
| ----------------------------------------------- | ----------------------- | --------------------- |
| م                                               | عداء                    | مرتبة                 |
| 21                                              | مايكل اندا              | 4                     |
| 22                                              | Valentin Paret-Peintre ‏ | لم يكمل السباق-4      |
| 23                                              | Junior Lecerf ‏          | 14                    |
| 24                                              | إيثان هايتر (طريق)      | 104                   |
| 25                                              | Gianmarco Garofoli ‏     | 44                    |
| 26                                              | جيمس نوكس               | 50                    |
| 27                                              | بيتر سيري               | 80                    |
| مدير الرياضة: Geert Van Bondt ‏, Klaas Lodewyck ‏ |                         |                       |

| Lidl-Trek LTK                             | Lidl-Trek LTK            | Lidl-Trek LTK |
| ----------------------------------------- | ------------------------ | ------------- |
| م                                         | عداء                     | مرتبة         |
| 31                                        | كوين سيمونز              | 67            |
| 32                                        | Juan Pedro López         | 15            |
| 33                                        | كارلوس فيرونا            | 47            |
| 34                                        | سام أومن                 | 42            |
| 35                                        | تاو غايغن هارت           | لم يبدأ-2     |
| 36                                        | لينارد كامنا             | 64            |
| 37                                        | Amanuel Ghebreigzabhier ‏ | 57            |
| مدير الرياضة: ماكسيم مونفورت, كيم أندرسون |                          |               |

| Red Bull-Bora-Hansgrohe RBH                | Red Bull-Bora-Hansgrohe RBH | Red Bull-Bora-Hansgrohe RBH |
| ------------------------------------------ | --------------------------- | --------------------------- |
| م                                          | عداء                        | مرتبة                       |
| 41                                         | بريمو روغيليتش              | 1                           |
| 42                                         | جان تراتنيك                 | 90                          |
| 43                                         | Giulio Pellizzari ‏          | 16                          |
| 44                                         | جيوفاني أليوتي              | 36                          |
| 45                                         | Frederik Wandahl ‏           | 68                          |
| 46                                         | Alexander Hajek ‏ (طريق)     | 85                          |
| 47                                         | Nico Denz ‏                  | 106                         |
| مدير الرياضة: باتكسي فيلا, Shane Archbold ‏ |                             |                             |

| Decathlon-AG2R La Mondiale DAT                 | Decathlon-AG2R La Mondiale DAT | Decathlon-AG2R La Mondiale DAT |
| ---------------------------------------------- | ------------------------------ | ------------------------------ |
| م                                              | عداء                           | مرتبة                          |
| 51                                             | فيليكس غال                     | لم يبدأ-6                      |
| 52                                             | Dorian Godon ‏                  | 54                             |
| 53                                             | أندريا فيندرام                 | 73                             |
| 54                                             | Clément Berthet ‏               | 53                             |
| 55                                             | برونو أرميريل                  | 65                             |
| 56                                             | Johannes Staune-Mittet ‏        | 56                             |
| 57                                             | جيوفري بوشارد                  | 46                             |
| مدير الرياضة: سيباستيان جولي, خوسيه لويس اريتا |                                |                                |

| Ineos Grenadiers IGD                     | Ineos Grenadiers IGD       | Ineos Grenadiers IGD |
| ---------------------------------------- | -------------------------- | -------------------- |
| م                                        | عداء                       | مرتبة                |
| 61                                       | جيرانت توماس               | 45                   |
| 62                                       | إيغان بيرنال (طريق)        | 7                    |
| 63                                       | لورينز دي بلس              | 6                    |
| 64                                       | Axel Laurance ‏             | 83                   |
| 65                                       | Michael Leonard (cyclist) ‏ | 103                  |
| 66                                       | لوكاس هاميلتون             | 105                  |
| 67                                       | عمر فريل                   | 84                   |
| مدير الرياضة: زاك ديمبستر, زابيير زانديو |                            |                      |

| Alpecin-Deceuninck ADC                    | Alpecin-Deceuninck ADC           | Alpecin-Deceuninck ADC |
| ----------------------------------------- | -------------------------------- | ---------------------- |
| م                                         | عداء                             | مرتبة                  |
| 71                                        | Kaden Groves ‏                    | لم يكمل السباق-4       |
| 72                                        | كوينتن هيرمانز                   | لم يبدأ-4              |
| 73                                        | Tibor Del Grosso ‏                | لم يبدأ-7              |
| 74                                        | Stan Van Tricht ‏                 | لم يكمل السباق-3       |
| 75                                        | Gal Glivar ‏                      | لم يبدأ-4              |
| 76                                        | إدوارد بلانكايرتإدوارد بلانكايرت | 86                     |
| 77                                        | جيمي يانسون                      | لم يكمل السباق-7       |
| مدير الرياضة: جياني ميرسمان, Luuc Bugter ‏ |                                  |                        |

| Groupama-FDJ GFC                                  | Groupama-FDJ GFC     | Groupama-FDJ GFC |
| ------------------------------------------------- | -------------------- | ---------------- |
| م                                                 | عداء                 | مرتبة            |
| 81                                                | رودي مولار           | 74               |
| 82                                                | Brieuc Rolland ‏      | 34               |
| 83                                                | Rémy Rochas ‏         | لم يكمل السباق-7 |
| 84                                                | Tom Donnenwirth ‏     | 118              |
| 85                                                | Clément Braz Afonso ‏ | 39               |
| 86                                                | Enzo Paleni ‏         | 79               |
| 87                                                | Lorenzo Germani ‏     | 48               |
| مدير الرياضة: Stéphane Goubert ‏, Jussi Veikkanen ‏ |                      |                  |

| EF Education-EasyPost EFE                    | EF Education-EasyPost EFE | EF Education-EasyPost EFE |
| -------------------------------------------- | ------------------------- | ------------------------- |
| م                                            | عداء                      | مرتبة                     |
| 91                                           | ريتشارد كاراباز           | 10                        |
| 92                                           | ماريجن فان دن بيرغ        | لم يبدأ-6                 |
| 93                                           | Georg Steinhauser ‏        | 55                        |
| 94                                           | استيبان تشافيس            | 30                        |
| 95                                           | Darren Rafferty ‏ (طريق)   | 87                        |
| 96                                           | هيو كارثي                 | لم يكمل السباق-4          |
| 97                                           | جيمس شو                   | 82                        |
| مدير الرياضة: تجي فان جارد إرين, ماتي بريشيل |                           |                           |

| Movistar Team MOV                                     | Movistar Team MOV | Movistar Team MOV |
| ----------------------------------------------------- | ----------------- | ----------------- |
| م                                                     | عداء              | مرتبة             |
| 101                                                   | إنريك ماس         | 3                 |
| 102                                                   | غريغور مولبرغر    | 70                |
| 103                                                   | نيرو كوينتانا     | 19                |
| 104                                                   | ويل بارتا         | لم يكمل السباق-7  |
| 105                                                   | أنطونيو بيدرو     | 75                |
| 106                                                   | Michel Hessmann ‏  | 89                |
| 107                                                   | ألبرت توريس       | لم يكمل السباق-7  |
| مدير الرياضة: خوسيه خواكين روخاس, خوسيه فيسنتي غارسيا |                   |                   |

| Team Jayco AlUla JAY                     | Team Jayco AlUla JAY | Team Jayco AlUla JAY |
| ---------------------------------------- | -------------------- | -------------------- |
| م                                        | عداء                 | مرتبة                |
| 111                                      | بين أوكونور          | 12                   |
| 112                                      | Anders Foldager ‏     | 107                  |
| 113                                      | Koen Bouwman ‏        | 96                   |
| 114                                      | Welay Berhe ‏         | لم يكمل السباق-4     |
| 115                                      | أليساندرو دي مارشي   | 110                  |
| 116                                      | Asbjørn Hellemose ‏   | 69                   |
| 117                                      | كريستوفر جول جينسين  | 94                   |
| مدير الرياضة: ستيف كامينغز, رافائيل فالس |                      |                      |

| Intermarché-Wanty IWA                               | Intermarché-Wanty IWA | Intermarché-Wanty IWA |
| --------------------------------------------------- | --------------------- | --------------------- |
| م                                                   | عداء                  | مرتبة                 |
| 121                                                 | Kamiel Bonneu ‏        | لم يبدأ-1             |
| 122                                                 | لويس مينتيس           | 40                    |
| 123                                                 | ديون سميث             | 66                    |
| 124                                                 | Dries De Pooter ‏      | لم يبدأ-4             |
| 125                                                 | Alexy Faure Prost ‏    | 91                    |
| 126                                                 | Kevin Colleoni ‏       | 98                    |
| 127                                                 | Tom Paquot ‏           | لم يكمل السباق-7      |
| مدير الرياضة: Steven De Neef ‏, Sébastien Demarbaix ‏ |                       |                       |

| Team Picnic-PostNL TPP                          | Team Picnic-PostNL TPP | Team Picnic-PostNL TPP |
| ----------------------------------------------- | ---------------------- | ---------------------- |
| م                                               | عداء                   | مرتبة                  |
| 131                                             | Pavel Bittner ‏         | 93                     |
| 132                                             | فرانك فان دن بروك ‏     | 77                     |
| 133                                             | Nils Eekhoff ‏          | لم يبدأ-6              |
| 134                                             | Patrick Eddy ‏          | لم يكمل السباق-7       |
| 135                                             | Robbe Dhondt ‏          | 119                    |
| 136                                             | تيمو روزن              | لم يكمل السباق-7       |
| 137                                             | رومان كومبو            | 112                    |
| مدير الرياضة: بيم يجثارت, Christian Guiberteau ‏ |                        |                        |

| Bahrain Victorious TBV                         | Bahrain Victorious TBV    | Bahrain Victorious TBV |
| ---------------------------------------------- | ------------------------- | ---------------------- |
| م                                              | عداء                      | مرتبة                  |
| 141                                            | Lenny Martinez (cyclist) ‏ | 5                      |
| 142                                            | Matevž Govekar ‏           | لم يكمل السباق-7       |
| 143                                            | Afonso Eulálio ‏           | 61                     |
| 144                                            | Rainer Kepplinger ‏        | لم يكمل السباق-3       |
| 145                                            | Finlay Pickering ‏         | لم يبدأ-4              |
| 146                                            | Fran Miholjević ‏          | 102                    |
| 147                                            | Nicolò Buratti ‏           | لم يكمل السباق-7       |
| مدير الرياضة: فرانكو بليزوتي, تشافييه فلورنثيو |                           |                        |

| Arkéa-B&B Hotels ARK        | Arkéa-B&B Hotels ARK     | Arkéa-B&B Hotels ARK |
| --------------------------- | ------------------------ | -------------------- |
| م                           | عداء                     | مرتبة                |
| 151                         | كريستيان رودريغيز        | 24                   |
| 152                         | ميشيل رييس               | 33                   |
| 153                         | Embret Svestad-Bårdseng ‏ | 35                   |
| 154                         | Louis Rouland ‏           | 109                  |
| 155                         | Victor Guernalec ‏        | 99                   |
| 156                         | ايلي جيسبرت              | لم يكمل السباق-3     |
| 157                         | Laurens Huys ‏            | لم يكمل السباق-3     |
| مدير الرياضة: Roger Tréhin ‏ |                          |                      |

| Cofidis COF                                            | Cofidis COF            | Cofidis COF      |
| ------------------------------------------------------ | ---------------------- | ---------------- |
| م                                                      | عداء                   | مرتبة            |
| 161                                                    | Stanisław Aniołkowski ‏ | لم يبدأ-4        |
| 162                                                    | Sylvain Moniquet ‏      | 108              |
| 163                                                    | إيمانويل بوخمان        | 22               |
| 164                                                    | خيسوس هييرادة          | 72               |
| 165                                                    | Jonathan Lastra ‏       | لم يكمل السباق-7 |
| 166                                                    | Nolann Mahoudo ‏        | لم يكمل السباق-2 |
| 167                                                    | Hugo Toumire ‏          | 120              |
| مدير الرياضة: Gorka Gerrikagoitia ‏, Yvonnick Bolgiani ‏ |                        |                  |

| XDS Astana Team XAT                              | XDS Astana Team XAT    | XDS Astana Team XAT |
| ------------------------------------------------ | ---------------------- | ------------------- |
| م                                                | عداء                   | مرتبة               |
| 171                                              | لورينزو فورتوناتو      | 20                  |
| 172                                              | هنوك مولوبرهان ‏ (طريق) | 88                  |
| 173                                              | ووت بويلس              | 18                  |
| 174                                              | Harold Martín López ‏   | 13                  |
| 175                                              | Darren van Bekkum ‏     | 52                  |
| 176                                              | Su Haoyu ‏              | لم يكمل السباق-3    |
| 177                                              | Ide Schelling ‏         | لم يبدأ-7           |
| مدير الرياضة: Dmitry Fofonov ‏, Bruno Cenghialta ‏ |                        |                     |

| Lotto LOT                             | Lotto LOT            | Lotto LOT        |
| ------------------------------------- | -------------------- | ---------------- |
| م                                     | عداء                 | مرتبة            |
| 181                                   | Lennert Van Eetvelt ‏ | 8                |
| 182                                   | Logan Currie ‏        | 76               |
| 183                                   | إدواردو سيبولفيدا    | 51               |
| 184                                   | روبن تومسون          | 41               |
| 185                                   | Henri Vandenabeele ‏  | لم يكمل السباق-3 |
| 186                                   | يوناس غريغارد        | 113              |
| 187                                   | Jarrad Drizners ‏     | لم يكمل السباق-7 |
| مدير الرياضة: ماريو آيرتس, مارك ووترس |                      |                  |

| Israel-Premier Tech IPT                         | Israel-Premier Tech IPT | Israel-Premier Tech IPT |
| ----------------------------------------------- | ----------------------- | ----------------------- |
| م                                               | عداء                    | مرتبة                   |
| 191                                             | كوربين سترونغ           | 49                      |
| 192                                             | Matthew Riccitello ‏     | 11                      |
| 193                                             | جورج بينيت              | 25                      |
| 194                                             | Ethan Vernon ‏           | 92                      |
| 195                                             | نيك شولتز               | 100                     |
| 196                                             | إيتامار أينهورن         | لم يكمل السباق-7        |
| 197                                             | سيمون كلارك             | لم يبدأ-2               |
| مدير الرياضة: Óscar Guerrero ‏, الكسندر كاتافورد |                         |                         |

| كاجا رورال-سيغوروس ‏ CJR                          | كاجا رورال-سيغوروس ‏ CJR | كاجا رورال-سيغوروس ‏ CJR |
| ------------------------------------------------ | ----------------------- | ----------------------- |
| م                                                | عداء                    | مرتبة                   |
| 201                                              | Alex Molenaar ‏          | 81                      |
| 202                                              | Jaume Guardeño ‏         | 31                      |
| 203                                              | Abel Balderstone ‏       | 101                     |
| 204                                              | Daniel Babor ‏           | لم يكمل السباق-7        |
| 205                                              | Sebastian Berwick ‏      | لم يكمل السباق-7        |
| 206                                              | GBR                     | 111                     |
| 207                                              | ESP                     | 121                     |
| مدير الرياضة: Aritz Bagües ‏, Juan Carlos Vázquez‏ |                         |                         |

| Equipo Kern Pharma ‏ EKP             | Equipo Kern Pharma ‏ EKP | Equipo Kern Pharma ‏ EKP |
| ----------------------------------- | ----------------------- | ----------------------- |
| م                                   | عداء                    | مرتبة                   |
| 211                                 | Pau Miquel ‏             | 59                      |
| 212                                 | Urko Berrade ‏           | 78                      |
| 213                                 | José Félix Parra ‏       | 63                      |
| 214                                 | Mats Wenzel ‏            | 95                      |
| 215                                 | إيفان سوسا              | 43                      |
| 216                                 | Iván Cobo ‏              | 58                      |
| 217                                 | Diego Uriarte ‏          | 115                     |
| مدير الرياضة: Carlos Antón Jiménez ‏ |                         |                         |

| برجس بي إتش ‏ BBH                        | برجس بي إتش ‏ BBH      | برجس بي إتش ‏ BBH |
| --------------------------------------- | --------------------- | ---------------- |
| م                                       | عداء                  | مرتبة            |
| 221                                     | ESP                   | لم يكمل السباق-1 |
| 222                                     | Eric Fagúndez ‏        | 37               |
| 223                                     | خوسيه مانويل دياز     | 17               |
| 224                                     | Sergio Chumil ‏ (طريق) | 38               |
| 225                                     | Mario Aparicio ‏       | 29               |
| 226                                     | Josh Burnett ‏         | 71               |
| 227                                     | كارلوس غارسيا ‏        | 27               |
| مدير الرياضة: Damien Garcia ‏, جيتسي بول |                       |                  |

| أوسكالتيل أوسكادي ‏ EUS                  | أوسكالتيل أوسكادي ‏ EUS | أوسكالتيل أوسكادي ‏ EUS |
| --------------------------------------- | ---------------------- | ---------------------- |
| م                                       | عداء                   | مرتبة                  |
| 231                                     | جون ابرستوري           | لم يبدأ-6              |
| 232                                     | مارتون دينا            | 114                    |
| 233                                     | Mikel Bizkarra ‏        | 62                     |
| 234                                     | Jokin Murguialday ‏     | 122                    |
| 235                                     | Jon Agirre ‏            | لم يكمل السباق-1       |
| 236                                     | Danny van der Tuuk ‏    | 117                    |
| 237                                     | Nicolás Alustiza ‏      | 97                     |
| مدير الرياضة: روبن بيريز, Jorge Azanza ‏ |                        |                        |

## التصنيف العام النهائي
| التصنيف العام | التصنيف العام             | التصنيف العام                         | التصنيف العام  | التصنيف العام |
| العداء        | العداء                    | الفريق                                | الوقت          |               |
| ------------- | ------------------------- | ------------------------------------- | -------------- | ------------- |
| 1             | بريمو روغيليتش            | بورا–هانسغروه                         | 24 س 46 د 21 ث |               |
| 2             | خوان أيوسو                | فريق الإمارات                         | + 28 ث         |               |
| 3             | إنريك ماس                 | موفيستار                              | + 53 ث         |               |
| 4             | مايكل اندا                | دكونيك كويك ستب                       | + 54 ث         |               |
| 5             | Lenny Martinez (cyclist) ‏ | فريق البحرين ميريدا للدراجات الهوائية | + 1 د 00 ث     |               |
| 6             | لورينز دي بلس             | فريق إنيوس                            | + 1 د 20 ث     |               |
| 7             | إيغان بيرنال              | فريق إنيوس                            | + 1 د 31 ث     |               |
| 8             | Lennert Van Eetvelt ‏      | لوتو سودال                            | + 1 د 33 ث     |               |
| 9             | سيمون ييتس                | Team Visma \| Lease a Bike            | + 1 د 46 ث     |               |
| 10            | ريتشارد كاراباز           | إي أف إديوكيشن نيبو                   | + 1 د 59 ث     |               |
|               |                           |                                       |                |               |
|               |                           |                                       |                |               |

### تصنيف النقاط
| تصنيف النقاط | تصنيف النقاط   | تصنيف النقاط         | تصنيف النقاط | تصنيف النقاط |
| العداء       | العداء         | الفريق               | النقاط       |              |
| ------------ | -------------- | -------------------- | ------------ | ------------ |
| 1            | بريمو روغيليتش | بورا–هانسغروه        | 34 نقطة      |              |
| 2            | خوان أيوسو     | فريق الإمارات        | 25 نقطة      |              |
| 3            | كوين سيمونز    | تريك سيغافريدو       | 10 نقطة      |              |
| 4            | Ethan Vernon ‏  | إسرائيل - بريمير تيك | 10 نقطة      |              |
| 5            | Pavel Bittner ‏ | سنويب                | 10 نقطة      |              |
| 6            | Diego Uriarte ‏ | Equipo Kern Pharma ‏  | 8 نقطة       |              |
| 7            | إنريك ماس      | موفيستار             | 7 نقطة       |              |
| 8            | Mats Wenzel ‏   | Equipo Kern Pharma ‏  | 6 نقطة       |              |
| 9            | إسبانيا        | كاجا رورال-سيغوروس ‏  | 6 نقطة       |              |
| 10           | لورينز دي بلس  | فريق إنيوس           | 6 نقطة       |              |
|              |                |                      |              |              |
|              |                |                      |              |              |

### تصنيف الجبال
| تصنيف الجبال | تصنيف الجبال                       | تصنيف الجبال        | تصنيف الجبال | تصنيف الجبال |
| العداء       | العداء                             | الفريق              | النقاط       |              |
| ------------ | ---------------------------------- | ------------------- | ------------ | ------------ |
| 1            | بريمو روغيليتش                     | بورا–هانسغروه       | 36 نقطة      |              |
| 2            | Mats Wenzel ‏                       | Equipo Kern Pharma ‏ | 36 نقطة      |              |
| 3            | برونو أرميريل                      | أيه إل أم           | 33 نقطة      |              |
| 4            | خوان أيوسو                         | فريق الإمارات       | 22 نقطة      |              |
| 5            | Alex Molenaar ‏                     | كاجا رورال-سيغوروس ‏ | 18 نقطة      |              |
| 6            | Danny van der Tuuk ‏                | أوسكالتيل أوسكادي ‏  | 16 نقطة      |              |
| 7            | Lorenzo Germani ‏                   | إف دي جي            | 16 نقطة      |              |
| 8            | Mario Aparicio ‏                    | برجس بي إتش ‏        | 12 نقطة      |              |
| 9            | Pablo Torres (cyclist, born 2005) ‏ | فريق الإمارات       | 12 نقطة      |              |
| 10           | إنريك ماس                          | موفيستار            | 9 نقطة       |              |
|              |                                    |                     |              |              |
|              |                                    |                     |              |              |

## تصنيف الفرق

### الفرق حسب الوقت
| تصنيف الفرق حسب الوقت | تصنيف الفرق حسب الوقت      | تصنيف الفرق حسب الوقت | تصنيف الفرق حسب الوقت |
| الفريق                | الفريق                     | الوقت                 |                       |
| --------------------- | -------------------------- | --------------------- | --------------------- |
| 1                     | Team Visma \| Lease a Bike | 74 س 26 د 13 ث        |                       |
| 2                     | فريق آستانا                | + 48 ث                |                       |
| 3                     | بورا–هانسغروه              | + 1 د 58 ث            |                       |
| 4                     | فريق إنيوس                 | + 3 د 47 ث            |                       |
| 5                     | فريق الإمارات              | + 5 د 38 ث            |                       |
|                       |                            |                       |                       |
|                       |                            |                       |                       |

## تصانيف فرعية

### تصنيف أفضل شاب
| تصنيف أفضل شاب | تصنيف أفضل شاب                     | تصنيف أفضل شاب                        | تصنيف أفضل شاب | تصنيف أفضل شاب |
| العداء         | العداء                             | الفريق                                | الوقت          |                |
| -------------- | ---------------------------------- | ------------------------------------- | -------------- | -------------- |
| 1              | خوان أيوسو                         | فريق الإمارات                         | 24 س 46 د 49 ث |                |
| 2              | Lenny Martinez (cyclist) ‏          | فريق البحرين ميريدا للدراجات الهوائية | + 32 ث         |                |
| 3              | Matthew Riccitello ‏                | إسرائيل - بريمير تيك                  | + 1 د 32 ث     |                |
| 4              | Junior Lecerf ‏                     | دكونيك كويك ستب                       | + 1 د 45 ث     |                |
| 5              | Giulio Pellizzari ‏                 | بورا–هانسغروه                         | + 1 د 52 ث     |                |
| 6              | Pablo Torres (cyclist, born 2005) ‏ | فريق الإمارات                         | + 7 د 38 ث     |                |
| 7              | Jaume Guardeño ‏                    | كاجا رورال-سيغوروس ‏                   | + 9 د 51 ث     |                |
| 8              | Brieuc Rolland ‏                    | إف دي جي                              | + 11 د 01 ث    |                |
| 9              | Embret Svestad-Bårdseng ‏           | فورتنيو سامسيك                        | + 12 د 06 ث    |                |
| 10             | Gianmarco Garofoli ‏                | دكونيك كويك ستب                       | + 19 د 23 ث    |                |
|                |                                    |                                       |                |                |
|                |                                    |                                       |                |                |